# Mycteromyiella tenuiseta
Mycteromyiella tenuiseta är en tvåvingeart som beskrevs av Hiroshi Shima 1976. Mycteromyiella tenuiseta ingår i släktet Mycteromyiella och familjen parasitflugor. Inga underarter finns listade i Catalogue of Life.